# Lieselotte Block
Lieselotte Block (* 2. August 1918 in Berlin; † 18. Oktober 2012 ebenda) war eine deutsche Anthropologin und Hochschullehrerin.

## Leben

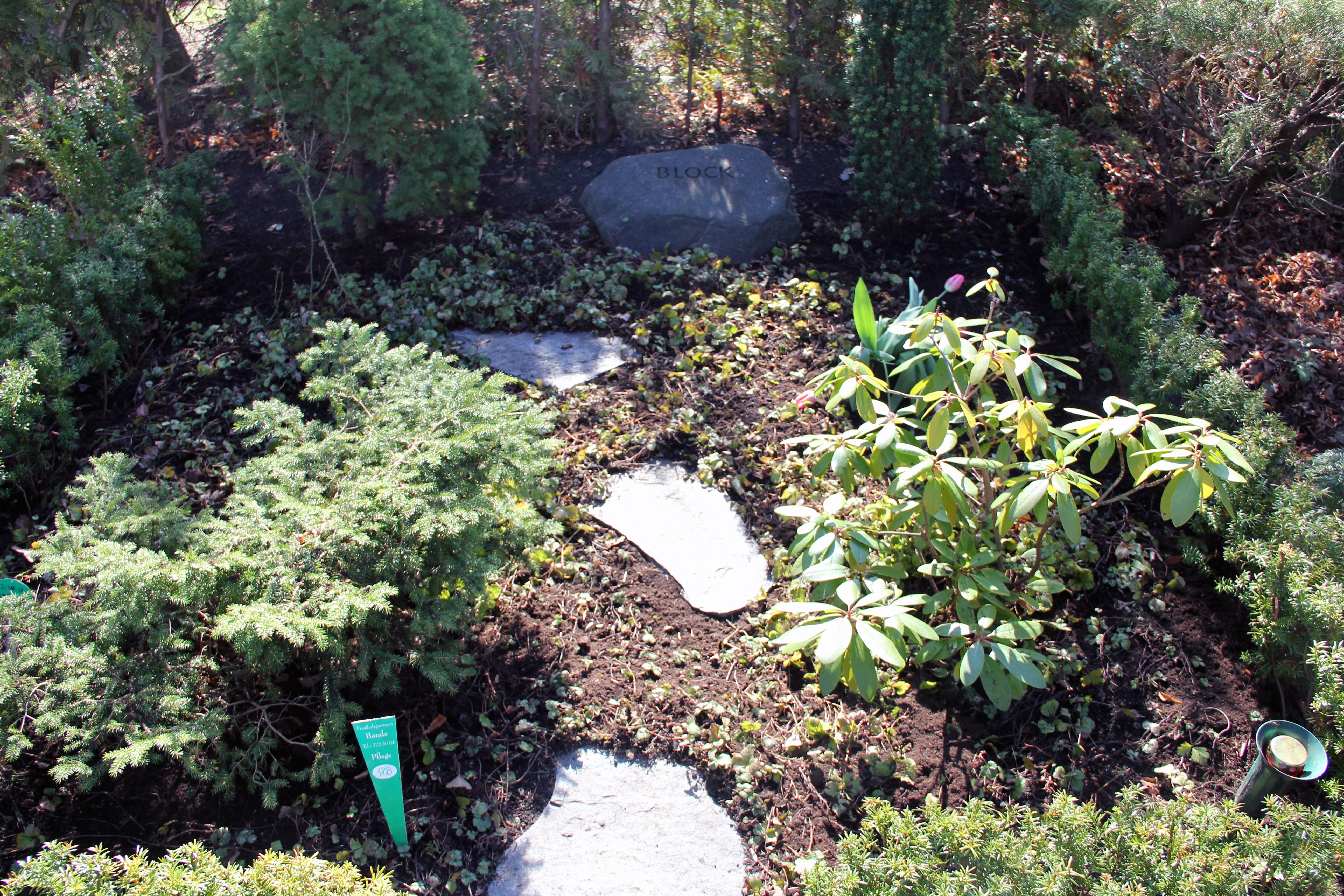
Grabstätte, Lange Straße 8, in Berlin-Lankwitz

Lieselotte Block war während des Zweiten Weltkriegs am Kaiser-Wilhelm-Institut für Anthropologie, menschliche Erblehre und Eugenik unter dem „Rassenhygieniker“ Eugen Fischer tätig. Hier entstand ihre Dissertation Über die Hautfelderung auf dem Handrücken und dem übrigen Körper, mit der sie 1944 promoviert wurde.
Nach dem Krieg arbeitete sie an der Technischen Universität Berlin. 1970 habilitierte sie sich und übernahm anschließend bis zu ihrer Pensionierung einen Lehrstuhl für Anthropologie an der TU Berlin.
Lieselotte Block starb im Alter von 94 Jahren und wurde auf dem Friedhof Lankwitz in Berlin beigesetzt.

## Veröffentlichungen
- Über die Hautfelderung auf dem Handrücken und dem übrigen Körper (Diss.), In: Zeitschrift für Morphologie und Anthropologie, Bd. 41, H. 1 (1944), S. 126–154
- Wachstumsänderungen an Merkmalen des Kopfes und des Gesichts beim Kinde  (Habil.), In: Mitteilungen der Berliner Gesellschaft für Anthropologie, Ethnologie und Urgeschichte, Bd. 3. 1971, S. 349–381